# Luperina
Luperina is een geslacht van nachtvlinders uit de familie Noctuidae.

## Soorten
- L. bugnioni Boisduval, 1840
- L. cuppes Dyar, 1914
- L. dayensis Oberthür, 1881
- L. diversa (Staudinger, 1892)
- L. dumerilii (Duponchel, 1826)
- L. enargia Barnes & Benjamin, 1926
- L. eversmanni Kozhanchikov, 1936
- L. farsiensis Fibiger & Zahiri, 2005
- L. ferrago Eversmann, 1837
- L. grzimeki Hacker, 1989
- L. hedeni Graeser, 1888
- L. imbellis Staudinger, 1888
- L. innota Smith, 1908
- L. irritaria Bang-Haas, 1912
- L. jelskii Oberthür, 1881
- L. kaszabi Boursin, 1968
- L. kravchenkoi Fibiger & Müller, 2005
- L. kruegeri Turati, 1912
- L. lacunosa Kozhanchikov, 1925
- L. madeirae Fibiger, 2005
- L. morna (Strecker, 1878)
- L. nickerlii (Freyer, 1845)
- L. obtusa Smith, 1902
- L. passer Guenée, 1852
- L. powelli Culot
- L. pozzii Curó, 1883
- L. pseudoderthisa Rothschild, 1914
- L. rjabovi Kljutshko, 1967
- L. rubella (Duponchel, 1835)
- L. rubrina Bryk, 1942
- L. samnii (Sohn-Rethel, 1929)
- L. siegeli Berio, 1986
- L. stipata Morrison, 1875
- L. taurica (Kljutschko, 1967)
- L. terrago Alphéraky, 1897
- L. testacea

Gewone grasuil Denis & Schiffermüller, 1775
- L. tiberina (Sohn-Rethel, 1929)
- L. trigona Smith, 1902
- L. vaskeni Varga, 1979
- L. venosa Smith, 1903
- L. virguncula (Smith, 1899)
- L. vulpecula Eversmann, 1852